# Tommy Prim
Leif Tommy Prim (nascido em 29 de julho de 1955) é um ex-ciclista profissional sueco de ciclismo de estrada. Competiu para a equipe italiana, Bianchi, entre os anos de 1980 e 1986. Em 1983, Prim tornou-se o primeiro ciclista escandinavo a vencer uma corrida clássica, quando ele foi vitorioso em Paris-Bruxelas, seus outros destaques da carreira foi vencer Tirreno-Adriático e a Volta à Romandia, bem como duas vezes determinando vice-campeão no Giro d'Italia em 1981 e 1982. Competiu nos Jogos Olímpicos de Verão de 1976 em Montreal e terminou em sétimo lugar nos 100 km contrarrelógio por equipes.